# Jigga My Nigga
Jigga My Nigga è un singolo del rapper statunitense Jay-Z, pubblicato il 28 maggio 1998 per la compilation Ryde or Die Vol. 1 della label statunitense Ruff Ryders Entertainment. La traccia è prodotta da Swizz Beatz e distribuita da Def Jam e Roc-A-Fella. In seguito è inclusa in Vol. 3... Life and Times of S. Carter come primo singolo del quarto album di Jay-Z. Il CD del singolo presenta anche le tracce When You Will See di Rell, What a Thug About di Beanie Sigel e Memphis Bleek Is... di Memphis Bleek.
Diviene il primo singolo di Jay-Z a raggiungere la prima posizione tra le Hot Rap Songs.

## Tracce

### CD
1. Jigga My Nigga (LP Version) - 5:23
2. Memphis Bleek Is... (LP Version) - 4:19
3. When You Will See (LP Version) - 4:47
4. What a Thug About (LP Version) - 4:36

### Vinile
Lato A
1. Jigga My Nigga (Radio Edit)
2. Jigga My Nigga (LP Version)
3. Jigga My Nigga (Instrumental)

Lato B
1. What a Thug About (Radio Edit)
2. What a Thug About (LP Version)
3. What a Thug About (TV track)

## Classifiche

### Classifiche settimanali
| Classifica (1999)        | Posizione massima |
| ------------------------ | ----------------- |
| Stati Uniti              | 28                |
| US Hot R&B/Hip-Hop Songs | 6                 |
| US R&B/Hip-Hop Airplay   | 9                 |
| US Radio Songs           | 47                |
| US Hot Rap Songs         | 1                 |
| US Rhytmic               | 31                |